# Тетерино (Можайский район)
Тете́рино — деревня в Можайском районе Московской области, в 1,5 км от Можайска. Входит в состав городского поселения Можайск. Через деревню проходит шоссейная дорога Можайск — Клементьево — Руза. От указанного шоссе в черте населённого пункта отходят две дороги: на Поречье (37 км) и прямая дорога на Рузу (через Воронцово, 22 км). В деревне расположены АЗС, строительный рынок, несколько продуктовых магазинов, в том числе «Дикси». Ближайшие населённые пункты: Ильинская слобода (по направлению к Можайску), Тихоново (в сторону Поречья), Павлищево (в сторону Клементьева), Макарово (по направлению к Рузе), Игумново (по ту сторону Москва-реки).